# Bienvenidos (programa de televisión venezolano)
Bienvenidos fue un programa de televisión venezolano de comedia, creado, producido y conducido por Miguel Ángel Landa. Este show fue transmitido por Venevisión (desde 1982 hasta 2001) y, luego, por Televen (en el 2002). Considerado como uno de los programas venezolanos más exitosos en el mundo, y cuya franquicia (Producciones Bienvenidos C.A.) estaba valorada en 40.000 $ en 2001 según el TSJ de Venezuela
El programa contó con un total de 578 episodios, de los cuales 500 fueron producidos por Venevision y distribuidos por su compañía matriz Cisneros Media en conjunto con Univision Communications (hoy TelevisaUnivision) y Chilevisión, tras ser cancelado por Joaquín Riviera y luego de que Landa superara su cáncer de estómago, 78 episodios fueron producidos por Televen. También se realizaron 104 shows en vivo para el público de los Estados Unidos y 25 países entre ellos destacó la presentación en los teatros de Broadway en el Beacon Theather en Manhattan, Nueva York, el 17 de abril de 1999; también contó con 16 especiales filmados totalmente en la Isla de Margarita, Estado de Nueva Esparta, Venezuela y 6 películas lanzadas directamente al formato DVD además de emitirse en más de 34 países, doblarse a varios idiomas o sus emisiones internacionales estaban subtituladas. Debido al gran éxito del programa, Miguel Ángel Landa y Ángel Lozano fundan un restaurante temático de "Bienvenidos" en 2005.

## Argumento
El programa mezcla distintos de elementos de Sitcom, Comedia de sketches y Musicales. El mismo se inicia con Miguel Ángel Landa saludando al público con la frase: "Amigas y amigos, sean todas y todos bienvenidos a 'Bienvenidos'" para luego, tras unas breves palabras, iniciar el capítulo donde se muestran las diversas situaciones que atraviesan los personajes de la serie como, por ejemplo, El Loco Hugo (Koke Corona) tratando de coquetear con mujeres, realizando delitos o haciéndose pasar por una persona con una discapacidad; a Manolo enfrentándose a la xenofobia, a Enrico ocultando su homosexualidad, a Rosa, la más hermosa buscando un muchacho joven para casarse y al resto de personajes en múltiples aventuras y desventuras.
Algunas veces Landa sale a escena para interrumpir a los personajes de los sketchs cuando considera que hay conflictos entre ellos, como las discusiones entre El Loco Hugo y Manolo, o también para narrar las distintas secciones como: "El chiste incomprensible" o "El chiste gafo". Al final del programa Landa dedica unas palabras de despedida al público para terminar diciendo: "Hagan bien y no miren a quien".

## Historia

### Inicios
Bienvenidos nació en 1982 cuando el actor, director y productor venezolano Miguel Ángel Landa tuvo la idea de crear un programa humorístico con humor sano y apto para todos los públicos, sin necesidad de hacer parodias ni burlarse del acontecer político que atravesaba Venezuela a principios de la década de 1980 por lo que, gracias a estas características, se garantizó un éxito duradero y atractivo universal hacia el programa. Así se hizo el piloto del programa, que para entonces no tenía nombre, siendo originalmente pautado para ser grabado y producido por RCTV. Sin embargo, los ejecutivos del canal rechazaron la idea y, por ello, al presentarlo a Venevisión esta cadena compró los derechos del programa y lo contrató. No obstante, el nombre de "Bienvenidos" surgió cuando Miguel Ángel Landa viajó a México en la época en que, justamente, se celebraba en ese país la Cumbre Norte-Sur y le llamó la atención un gigantesco letrero de más de 300 metros de ancho colocado en el aeropuerto con la palabra: "Bienvenidos", por lo que insistió a la producción a utilizar dicho nombre. Las emisiones formales del programa se iniciaron en marzo de 1983, luego de meses de ensayos y la grabación de varios programas previos.

### Reconocimiento nacional e internacional
Con las emisiones de Bienvenidos en Venezuela el programa logró alcanzar altos niveles de sintonía desde sus inicios, convirtiéndose en el segundo programa de humor más visto en ese país (siendo el primero la Radio Rochela, que era transmitido por RCTV). Este formato significó un gran éxito a Venevisión, pues Landa estuvo como conductor, libretista y productor ejecutivo del show. En 1993, se incorpora al elenco una novata María Antonieta Duque, esto tras aceptar una propuesta de Landa de unirse oficialmente al elenco, ya que Duque participaría en la edición 1993 del Miss Venezuela, renunciando al concurso para entrar a Bienvenidos.
El programa comenzó a ganar fama en países como Chile, Honduras, Perú, Puerto Rico, México, Guatemala, República Dominicana y los Estados Unidos, además de que, ya para 1995, ya se emitía en más de 34 países (aunque, en este caso, se transmite para esos mercados la llamada versión internacional, cuya duración es de 30 minutos), se había doblado a varios idiomas o sus emisiones internacionales estaban subtituladas. Debido al gran éxito del programa, el elenco de Bienvenidos también realizó giras internacionales por más de 20 países donde se presentaban shows en vivo.
Igualmente el elenco del programa se presentó, durante varias veces y por varias semanas, en los teatros de Broadway y en el Lincoln Center en Manhattan, Nueva York, Estados Unidos, también obtuvo numerosas nominaciones y premios tanto de Venezuela como internacionales, tal es el caso de los premios V de oro (en Venezuela) y el Premio ACE (en Nueva York).

### Cancelación en Venevisión (2000-2001)
En el 2000, a través del canal RCTV, se estrenó el programa de concursos Aprieta y gana el cual se emitía los jueves entre las 7:00 p. m. y las 9:00 p. m. (coincidiendo con el horario habitual de Bienvenidos, el cual lo hacía de 8:00 p. m. a 9:00 p. m.), quien obtuvo grandes índices de audiencia por lo que, para septiembre de 2001, Venevisión comunicó que no se le renovaría una nueva temporada para Bienvenidos. Sin embargo, Landa negó tales afirmaciones, pues aseguró que el programa igualmente mantenía sus acostumbrados altos niveles de audiencia y que la cancelación se debía a problemas con el productor Joaquín Riviera ya que, poco antes del anuncio de la cancelación del programa, un grupo de actores del elenco de Bienvenidos (entre ellos Yulika Krausz y la Beba Rojas) había sido despedido. En el caso de Beba Rojas ella atribuyó dichos despidos, en ese entonces, a «nuevos requerimientos del canal», de los que llevaba tiempo oyendo hablar desde hacía algunos meses antes en los pasillos de Venevisión aunque, unos años después, ella misma declaró en una entrevista que el verdadero motivo para ser despedida del programa se debió a que el presidente de la cadena le había propuesto pagarle para fungir como dama de compañía durante un fin de semana, oferta que Rojas rechazó.
Además de lo anterior, y justo antes de la cancelación definitiva de Bienvenidos en Venevisión, un directivo decidió quitarle a Landa la edición de los episodios del programa y, para empeorar aún más las cosas, por esas mismas fechas gran parte del elenco se encontraba en la isla de Margarita filmando un programa especial de Bienvenidos. La grabación de este programa, según contaría María Antonieta Duque unos años después, se hizo con una amenaza implícita de: «váyanse tomando la champaña», y fue hecho a contracorriente del canal (ya que Landa exigió la grabación de un programa de despedida en el que participaría todo el elenco) hasta el punto que, durante las filmaciones del último episodio y cuando estaban listos para empezar a grabar, Landa aseguró que les prohibieron hacer una despedida de parte del elenco hacia el público.

### Conflictos por derechos de autor
Otra de las grandes problemáticas que sufrió Bienvenidos tras su cancelación fue el copyright de la franquicia, pues si bien Miguel Ángel Landa registró los derechos del título "Bienvenidos" (lo que le permitió poder grabar el primer episodio en RCTV, 17 temporadas en Venevision y 1 temporada en Televen) muchos de sus icónicos personajes -los cuales fueron creados por el mismísimo Landa- fueron registrados por Cisneros Media, compañía matriz de Venevision. Esto trajo como consecuencia que, cuando el programa cambió de empresa productora en 2002, no se pudieran utilizar casi todos sus personajes principales en la siguiente temporada, además de que gran parte del elenco aún tenía contrato con Venevision a pesar de dicha cancelación o de no aparecer en ningún otro programa de ese canal, por lo que no les permitía trabajar en otra cadena televisiva (ya que el contrato exigía exclusividad con Cisneros Media) y, en consecuencia, solo algunos actores cuyos contratos ya se habían caducado fueron quienes podrían continuar en el programa y, por ende, con otro canal.

### Relanzamiento en Televen y cancelación definitiva (2002)
El 6 de mayo de 2002, tras ser pasados los derechos a otra cadena de televisión, Bienvenidos pasó a ser producido y transmitido por Televen, el cual renovó el programa para dos temporadas. Sin embargo el programa utilizó ahora un nuevo elenco y nuevos personajes, ignorando a los personajes principales de la serie original por los ya citados conflictos con derechos de autor con Venevisión, y aunado al hecho de que su horario de transmisiones coincidió con el de Radio Rochela (Lunes de 8:00 p. m. a 9:00 p. m., aunque poco después se cambió a los días jueves a la misma hora) y que también Landa no se sentía cómodo filmando para Televen -debido a que, para entonces, el canal no poseía un estudio propio y todo el programa se realizaba en exteriores, lo que dificultaba la dirección de Landa- se tradujeron en bajos niveles de sintonía por lo que, con tan solo 8 meses de filmación y a 4 meses de su estreno, Bienvenidos terminó siendo definitivamente cancelado.

## Formato
Bienvenidos se transmitía semanalmente (horario original: jueves 8:00 p. m.) y consistía de entre 20 a 25 -e incluso hasta 30- sketches cómicos por episodio, en donde se muestran las aventuras y desventuras de varios personajes de la serie en cuyas tramas, por lo general, se suelen tocar temas de parejas, dinero, estereotipos, ladrones, homosexuales, médicos y otros miembros de la sociedad como blanco de sus bromas, evitando en lo posible temas políticos. El programa tenía un formato muy multitudinario pues, aparte de los sketches y chistes que se mostraban, también se realizaban breves entrevistas y presentaciones musicales de reconocidos cantantes venezolanos. Igualmente, en sus últimas temporadas, la mayoría de estos sketches tenían una connotación sexual.
Bienvenidos posee un formato similar al programa de comedia canadiense You Can't Do That on Television (Usted no puede hacer eso en la televisión), con la diferencia de que Bienvenidos está dirigido a todos los públicos, pues en el programa se hacían sketches de humor blanco, humor negro y de género jocoso mientras que en You Can't Do That on Television es dirigido, deliberadamente, a un público adulto; Bienvenidos también contó con muchas estrellas musicales que cantaron en el programa en reiteradas oportunidades como El "Puma", José Luis Rodríguez; Lila Morillo, Mirla Castellanos, Simón Díaz, Liz, Trino Mora, Nancy Ramos, Melissa y Henry Stephen, entre otros, además de que en algunas ocasiones el mismo elenco también participaba en espectáculos musicales. Igualmente también participaron allí, como invitados a múltiples sketches, personalidades como Óscar Yanes, Gilberto Correa y Maite Delgado, entre muchos otros.
Si bien Bienvenidos inició sus transmisiones en Venevisión en noviembre de 1982, comenzó a transmitirse de manera regular a partir de marzo de 1983 los días miércoles a las 8:00 p. m. hasta que, en 1986, pasó a transmitirse los días jueves y este horario se mantuvo hasta su finalización por Venevisión en 2001. Cuando pasó a transmitirse en Televen lo hacía los días lunes a las 8:00 p. m. pero los niveles de sintonía eran ínfimos, lo cual motivó su cambio a los jueves a la misma hora. Sin embargo este cambio terminó resultando infructuoso y, en consecuencia, el programa fue definitivamente cancelado y sacado del aire.
Al final de cada programa, justo antes del inicio de los créditos, aparece Miguel Ángel Landa diciendo su exitosa y emblemática frase: "Hagan bien y no miren a quien", la cual está inspirada en una frase similar dicha por la fallecida madre del actor cuando éste era un niño.

## Elenco
Esta es una lista de los actores que formaron parte del elenco del programa a lo largo de sus 20 años de existencia que posee tres elencos: El original, el elenco de la versión producida por Televen y un elenco infantil que participó en los especiales con niños.
| Actor                    | Año ingreso | Año de salida |
| ------------------------ | ----------- | ------------- |
| Miguel Ángel Landa       | 1982        | 2002          |
| Koke Corona              | 1982        | 2002          |
| Bienvenido Roca †        | 1984        | 2002          |
| Yulika Krausz            | 1986        | 2000          |
| Julio Jung               | 1982        | 1984          |
| Carlos Omobono           | 1982        | 1984          |
| Olimpia Maldonado †      | 1982        | 1984          |
| Julio Gassette           | 1986        | 2002          |
| Mimí Sills               | 2002        | 2002          |
| Gusmar López             | 2002        | 2002          |
| Jossué Gil               | 2002        | 2002          |
| Chony Fuentes            | 1999        | 2001          |
| Baby Bell †              | 1982        | 1983          |
| Arturo Vera              | 1982        | 1984          |
| Ernesto Cortez           | 1986        | 2001          |
| María Antonieta Duque    | 1993        | 2001          |
| Isabelina Zapata         | 1993        | 2000          |
| Umberto Buonocuore †     | 1988        | 1993          |
| Gustavo González         | 1985        | 2002          |
| Beba Rojas               | 1995        | 2001          |
| Luis Pérez Pons          | 1990        | 1993          |
| Elizabeth Morales        | 1990        | 1993          |
| Freddy Galavís †         | 1986        | 1990          |
| Gabriela Fleritt         | 1994        | 2001          |
| Josefina Armas †         | 1985        | 1992          |
| Mercedes Salaya          | 1992        | 2001          |
| José Luis Useche         | 1996        | 2001          |
| Luis Enrique Peñaranda † | 1993        | 2002          |
| Dayana Landa             | 1996        | 2002          |
| Leny Alves               | 1992        | 1993          |
| Katherine Pardo          | 1999        | 2001          |
| Gustavo Camacho          | 1997        | 2002          |
| Carolina Muziotti        | 1989        | 1992          |
| Andreina Yépez           | 1989        | 1990          |
| Carmen Landaeta          | 2002        | 2002          |
| Mary Sonia Ramírez       | 1982        |               |
| Eva Hueck                | 1982        |               |
| Beatriz Rosat            | 1982        |               |
| Óscar Mendoza            | 1982        |               |
| Enrique Alzugaray †      | 1982        |               |
| Rómulo Espinoza          | 1982        |               |
| Hugo Márquez †           | 1982        |               |
| Nelson Harrinsson        | 1982        |               |
| José Ramones             |             | 1992          |
| Oscar Ibarra             | 1982        |               |
| Armando Valerio          | 1982        |               |
| Nelly Zambrano           | 2002        | 2002          |
| Rhoda Torres             | 2002        | 2002          |
| Anthony Henríquez        | 2002        | 2002          |
| Lisbeth Manrique         | 2002        | 2002          |
| José R. González         | 2002        | 2002          |
| Diafrancis Salas         | 2002        | 2002          |
| Anthony Gómez            | 2002        | 2002          |
| Leo Moreno               | 2002        | 2002          |
| Lisbel Karina            | 2002        | 2002          |
| María Ardila             | 2002        | 2002          |
| Joselyn Sequera          | 2002        | 2002          |
| Bárbara Mosquera         | 2002        | 2002          |
| Alejandro Espinel        | 2002        | 2002          |
| Rossanna Termini         |             |               |
| Héctor Machado           | 2002        | 2002          |
| Zoe Bolivar              | 2002        | 2002          |
| Roxana Díaz              |             |               |
| José Waisman             | 2002        | 2002          |
| Verónica Arellano        | 2002        | 2002          |

### Elenco infantil
Para los sketches cómicos o especiales donde se necesitaban niños, se mantuvo un elenco estable durante los años del programa, a medida que los niños crecían estos eran reemplazados por otros niños estrellas, entre el elenco infantil participaron:
- Samuel Landa
- Manuel Landa
- Daniela Alvarado
- Mauricio Ghio
- Patricio Ghio
- Alberto Velázquez
- Luis Vilchez
- Juan Carlos Toro
- María Fernanda Toro
- Johana Cano
- Hailey Jacob
- Carlos Carballo
- Saiby Gómez
- George Wettern
- Sanith Rodríguez
- Miguel Ángel Sanz

## Personajes
Algunos de los personajes más populares en el programa incluyeron a:
- El Loco Hugo (Koke Corona): es un hombre demente y exhibicionista quien inicialmente estaba en un manicomio, tiene cabello erizado, bigote, cejas y ojeras pronunciadas y viste únicamente una camisa con corbata y por encima una gabardina, la cual la abre para asustar a las mujeres después de que ellas le rechazan sus coqueteos. Tiene una personalidad extrovertida, alocada, pervertida y desinteresada por los demás pero, pese a su naturaleza, él no es un antagonista, ya que con todo y sus maldades y locuras ha actuado de forma buena en ciertas ocasiones.
- Manolo, El Gallego (Gustavo González): es un español proveniente de Galicia, con una personalidad tosca, ingenua y analfabeta por lo que desconoce el significado de ciertas palabras y puede ser engañado fácilmente. Su exclamación más característica es "¡Jolines!". Él tiene una fuerte enemistad con El Loco Hugo porque este se burla y hace chistes de su escasa inteligencia.
- La Preguntona (Olimpia Maldonado): es una mujer que interrumpía a Miguel Ángel Landa cuando presentaba algún sketch y quien se destacaba por su peculiar modo de hablar el castellano (por ejemplo, ella dice "Miguedángel" en vez de "Miguel Ángel") y en donde le hacía una pregunta que, inevitablemente, terminaba sonando cómica, y al no recibir respuesta de Landa -generalmente por enfado, indignación, gracia o cualquier otro motivo- ella lo persigue diciéndole: "¡Poteta, pues, poteta!" (en lugar de "¡Contesta, pues, contesta!") mientras él abandona la grabación.
- Rigoberto (Koke Corona): es un hombre quien tiene la mentalidad de un niño de 10 años y cuya esposa le es infiel múltiples veces (Quien se refiere a ella como "Mi Chichi"), quien siempre que ella le grita, él dice: "¡Tú no me quieres!".
- Enrico[8] (Ernesto Cortez): es un hombre homosexual de clóset con un suéter azul y rosa en tonos pastel, el cual es un siempre niega públicamente sus preferencias sexuales y quien, en ocasiones, es masculino pero luego se comporta afeminado y su voz se altera en el tono cuando termina el sketch.
- Briagoberto (Gustavo González): es un hombre que se la pasa constantemente borracho y opina en la vida de los demás.
- Nino Frescobaldi[9] (Julio Gassette): es un hombre que lleva una corbata roja de lazo de gran tamaño. Es de hacer notar que este personaje, al contrario de lo que algunos televidentes suponen, no apareció por primera vez en Bienvenidos sino en la sitcom de RCTV que hacía Miguel Ángel Landa en los años 70: Él y Ella, donde el personaje debutó. Se caracteriza por ser descarado y comportarse sin pudor, especialmente con las mujeres.
- Boberto (Julio Gassette): es un hombre de mente débil quien usa un bigote en forma de manubrio.
- Tontica (Elizabeth Morales): es una chica sumamente ingenua quien usa un lazo exageradamente grande en el cabello. Es de hacer notar que, unos años después y luego de la ida de Morales del programa, María Antonieta Duque también haría (aunque durante un tiempo) ese mismo papel.
- Luisita (María Antonieta Duque): es otra chica sumamente ingenua (basado en el anterior personaje), quien tiene una característica de dos coletas en el pelo.
- Harold (Ernesto Cortez): es un personaje que viste de terno de color plomo y usa un corbatín rojo, quien siempre anda deprimido y se la pasa llorando a cada rato, sus sketches siempre son mencionados como "Llora y llora".
- Ñero (Julio Gassette): es un hombre que habla a la manera característica de la isla de Margarita y que se mete en situaciones un tanto embarazosas.
- Rosa, La Más Hermosa (Isabelina Zapata): es una anciana de mucho dinero que aún se cree jovencita y quiere que la traten como tal, además de que también anda en búsqueda de casarse con chicos jóvenes.
- Las Samas (Yulika Krausz y Elizabeth Morales): son dos chicas jóvenes que hablan como sifrinas ("niñas bien" en español venezolano).
- El Tacaño (Luis Pérez Pons): es un hombre adinerado que siempre cuando esta a punto de comprarle algo a su esposa (Yulika Krausz), siempre destaca el defecto del producto que está a punto de comprar, resultando ser el supuesto defecto el precio del mismo.
- La Bruja Tabaquera (Isabelina Zapata): es una bruja que atiende a sus clientes en su casa, siempre está fumando y generalmente trata a parejas que están padeciendo de infidelidades.
- Pura (Mercedes Salaya): es un personaje que es enamoradiza en cuestión de la vida conyugal y, el cual, también termina tratando de la infidelidad matrimonial.
- Mettinni Gavetta (Carlos Omobono): es un fan de Venevisión quien aborda en la cafetería de ese canal a una estrella invitada al programa con quien, aparte de tocarle algunos aspectos de su vida artística y privada -y casi nunca de forma amable o sutil, por cierto- termina pidiéndole que le haga unos ejercicios de vocalización que, supuestamente, aprendió en un viaje a la India. Además de su característico chismorreo y la manera poco discreta de hacerles perder el tiempo y la paciencia a sus interlocutores, siempre se presenta ante estos como: "Mettinni Gavetta con dos T".
- Señorita Bustos (María Antonieta Duque): es una madre soltera de la Isla de Margarita que habla con una voz folclórica, utiliza modismos venezolanos y posee unos senos grandes, además de trabajar en una cafetería metiéndose en algunos enredos con los clientes.
- Toto (José Luis Useche): es un niño que está entrando a la pubertad a quien bellas mujeres comienzan a hacerle proposiciones indecorosas sin que éste se de cuenta.
- Don Francisco (Julio Gassette): es un anciano un tanto ingenuo y de mente débil, a quien le hacen proposiciones sexuales.
- Yula (Yulika Krausz): es una mujer de mediana edad que se comporta un tanto libertina con los hombres.
- Don Funesto (Gustavo González): es un hombre vestido de negro de pies a cabeza en donde hace comentarios de humor negro sobre la muerte o de alguien que fallecerá pronto.
- Los Mendigos Felices (Ernesto Cortez y Luis Enrique Peñaranda): son dos mendigos que conversan acerca de su lamentable situación de extrema pobreza, aunque se ríen entre uno y otro diálogo y finalizan diciendo entre risas: "¡Pero somos felices!".
- Madame Yule (Yulika Krausz): es una adivina y bruja que siempre predice las desgracias que le ocurrirán a su marido.
- Lloricón (Freddy Galavís): es un personaje que viste un chaleco de color crema y usa un sombrero verde, quien siempre anda deprimido y se la pasa llorando a cada rato.
- Ramona La Solterona (Josefina Armas): es una mujer de edad madura que siempre se hace la enamorada y coqueta a los hombres.
- El imbécil (Julio Jung): es un hombre que, durante una discusión, dice y/o hace una estupidez sin darse cuenta y termina rematándola con la frase: "¡Hay cada imbécil en este mundo!".
- El Hembrón (Beba Rojas): es una mujer de belleza despampanante, hace situaciones ocurrentes a los hombres y, sobre todo, es carismática.
- Silfide Bombina (Gabriela Fleritt): es una perezosa y poco alegre mujer con obesidad mórbida que usa un vestido floreado extragrande, su voz es gruesa similar a la de un hombre y su frase característica es: "¡Ay, Mijo!".

## Segmentos del programa
Algunos de los segmentos más conocidos del programa son:
- ¡Ay, mamá!: la idea general de este segmento es que alguien termina por hacer algún tipo de acto vergonzoso, a la que se completa diciendo la frase: "¡Ay, mamá!"
- El chiste incomprensible: es una broma con un doble sentido (por lo general en una connotación sexual). Se trata de los llamados "chistes verdes" o "colorados" adaptados para la televisión (para evitar el uso de lenguaje soez).
- El libro flaco de Miguelete: es básicamente una breve parodia del programa El libro gordo de Petete, la cual era realizada por el mismo Miguel Ángel Landa, y que consistía en un comentario mencionado por éste que resultaba ser gracioso o irónico.
- Viejo, viejo, viejo pero bueno, bueno, bueno: un sketch cómico presentado por Miguel Ángel Landa el cual, según él, era bastante antiguo aunque, no por ello, deja de ser muy bueno. En ocasiones algunos personajes del programa alternan esta sección.
- ¿Qué?: la idea general de este segmento es que, en una conversación, uno de los interlocutores termina por hacer algún tipo de comentario que no es del agrado del otro, y este termina diciendo con un tono indignado (bien sea de enfado o de asombro, según el caso) tras una breve pausa la palabra: "¿Qué?"
- Risas, risas y más risas: es una sección en donde los actores dicen un chiste de manera cotidiana y al final se van riendo, solamente que están sentados frecuentemente en una banca de la calle.
- Mujeres, mujeres, mujeres: es una broma en donde se ridiculiza el comportamiento de las esposas, desde el punto de vista de los hombres.
- Maridos, maridos, maridos: igual que el anterior, solo que ahora es referente a los esposos desde el punto de vista de sus mujeres.
- ¡Ah! (Según variando la parte como, por ejemplo, los Hombres, Niños, Doctores, Mujeres, Secretarias, etc.): esta sección se trata de cualquier chiste con algunos disparates tratados en común.
- Cosas que pasan: es un apartado del programa donde se hacían situaciones mediante un chiste.
- Cosas para no creer: es una parte del programa donde uno de los actores cuenta algo y nadie se lo cree.
- Cosas de nuestro idioma: es una broma en donde se incluyen o se refieran a homonimias, homofonías o paronimias, según sea el caso.
- El matrimonio es como el demonio: haciendo alusión a las discusiones matrimoniales.
- Cosas de la vida conyugal: es una sección que consta el chiste acerca de la vida conyugal y relacionada al sexo pero que, al final, uno de sus miembros termina diciendo la frase: "¡Ya vas a empezar!".
- El chiste gafo: situaciones absurdas o estúpidas (la palabra "Gafo" significa tonto, en Venezuela).
- Las preguntas idiotas: cuando alguien pregunta una cosa obvia y le responden de manera irónica y al final le dicen términos como "Idiota", "Gafo", etc.
- El extraño mundo de Bienvenidos: es una broma sobre una situación por lo general insólita o bizarra.
- Risita: Es una sección donde algún personaje dice un chiste considerado como "Malo" (que no es gracioso en lo absoluto), mientras que se ríe exageradamente como si fuese divertido, mientras que quienes lo rodean lo miran con pena ajena.
- Bienvenidos al Día: es un noticiero en donde las noticias allí dadas son ilógicas, sátiras y alocadas, el cual es conducido por los personajes del programa, quienes se alternan entre sí para narrarlas.